# Kyōichi Sawada

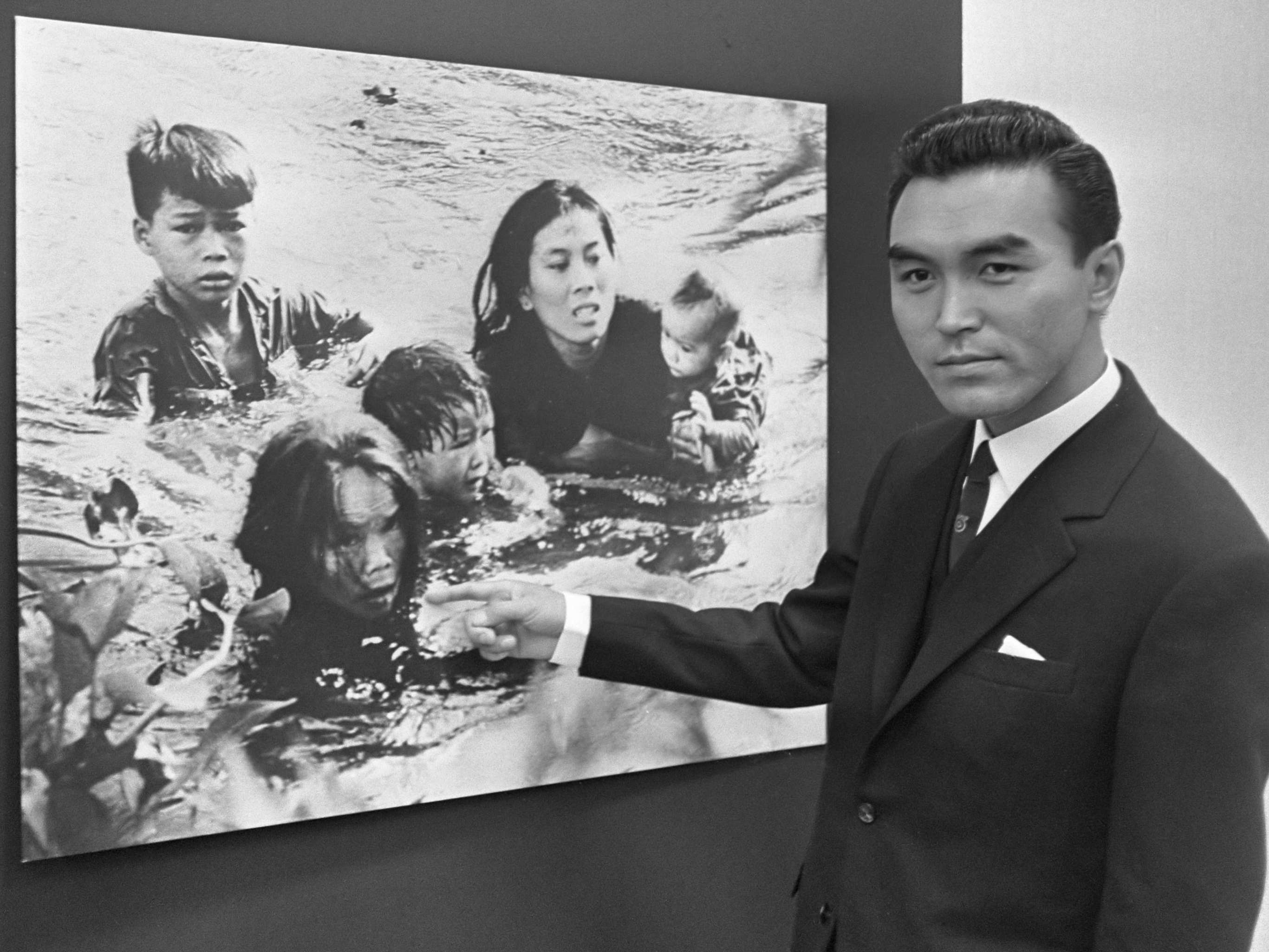
Sawada vor seinem ikonischen und als Pressefoto des Jahres 1965 ausgezeichneten Bild „Flee to Safety“

Kyōichi Sawada (jap. 沢田 教一, Sawada Kyōichi; * 22. Februar 1936 in Aomori; † 28. Oktober 1970 nahe Phnom Penh) war ein japanischer Fotograf.

## Leben und Wirken

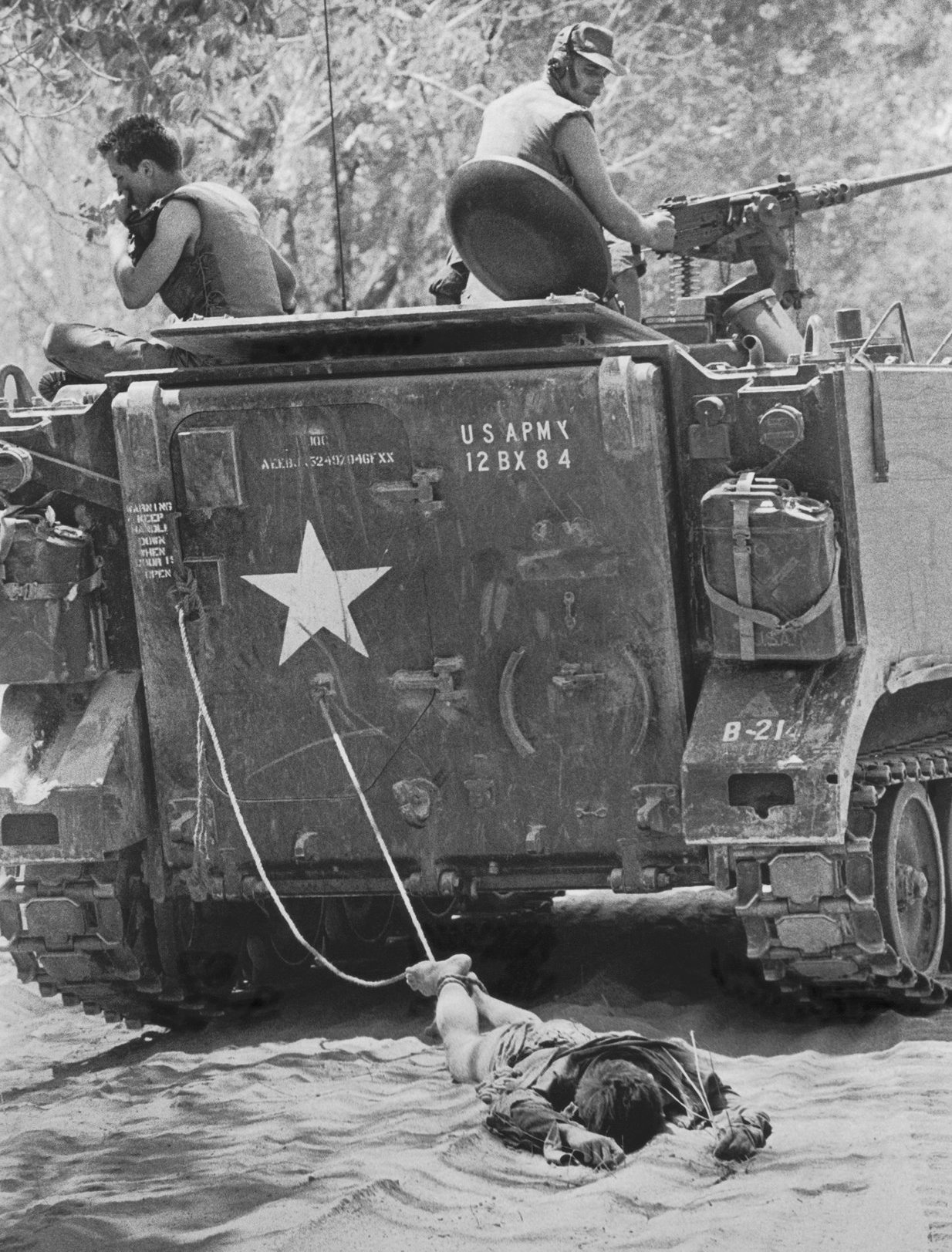
Das Pressefoto des Jahres 1966

Sawada arbeitete für United Press International (UPI) und gewann 1966 den Pulitzer-Preis für Fotografie für seine 1965 gemachten Kriegsaufnahmen während des Vietnamkrieges. Zwei weitere Fotos aus dem Vietnamkrieg wurden 1965 und 1966 jeweils als „Pressefoto des Jahres“ ausgezeichnet.
Das „Flee to Safety“ betitelte Foto von 1965, zeigt eine vietnamesische Mutter mit ihren Kindern, die durch einen Fluss watet, um einem Luftangriff der US-Streitkräfte zu entgehen. Das Foto von 1966 zeigt US-Soldaten der 1. Infanteriedivision, die den Leichnam eines kindlichen Kämpfers der Việt Cộng hinter ihrem Fahrzeug her zu einer Begräbnisstätte ziehen, nachdem er während eines nächtlichen Angriffs gegen australische und US-Einheiten in Tân Bình getötet worden war.
Bei einem Auftrag in Kambodscha wurden Sawada und Frank Frosch, Leiter des örtlichen Büros von UPI, am 28. Oktober 1970 südlich von Phnom Penh von den Roten Khmer erschossen.
1971 erschien eine Sammlung seiner Fotos unter dem Titel „Doromanire no shi“ (泥まみれの死), zu Deutsch etwa „Schlammiger Tod“.